# Contea di Arthur
La contea di Arthur (in inglese Arthur County) è una contea dello Stato del Nebraska, negli Stati Uniti. La popolazione al censimento del 2000 era di 444 abitanti. Il capoluogo di contea è Arthur.